# Giftoun
Giftoun ou Giftun (جفتون) ou Îles Giftoun (جزر الجفتون) est le nom de deux îles situées dans la mer Rouge à proximité d'Hurghada en Égypte.
- Giftoun Kebir (جفتون الكبيرة) ou Grande Giftoun est située le plus à l'ouest et est la plus proche d'Hurghada.
- Giftoun Soraya (جفتون ثريا) ou Petite Giftoun est la plus à l'est. Elle accueille au sud l'un des principaux sites de plongée d'Hurghada, la plongée dérivante Police Station.

L'archipel comprend aussi des îles plus petites telles Abu Minkar (ابو منقارو), Umm Agawish (أم أجاويش) et Abu Ramada (أبو رمادا).

## Galerie

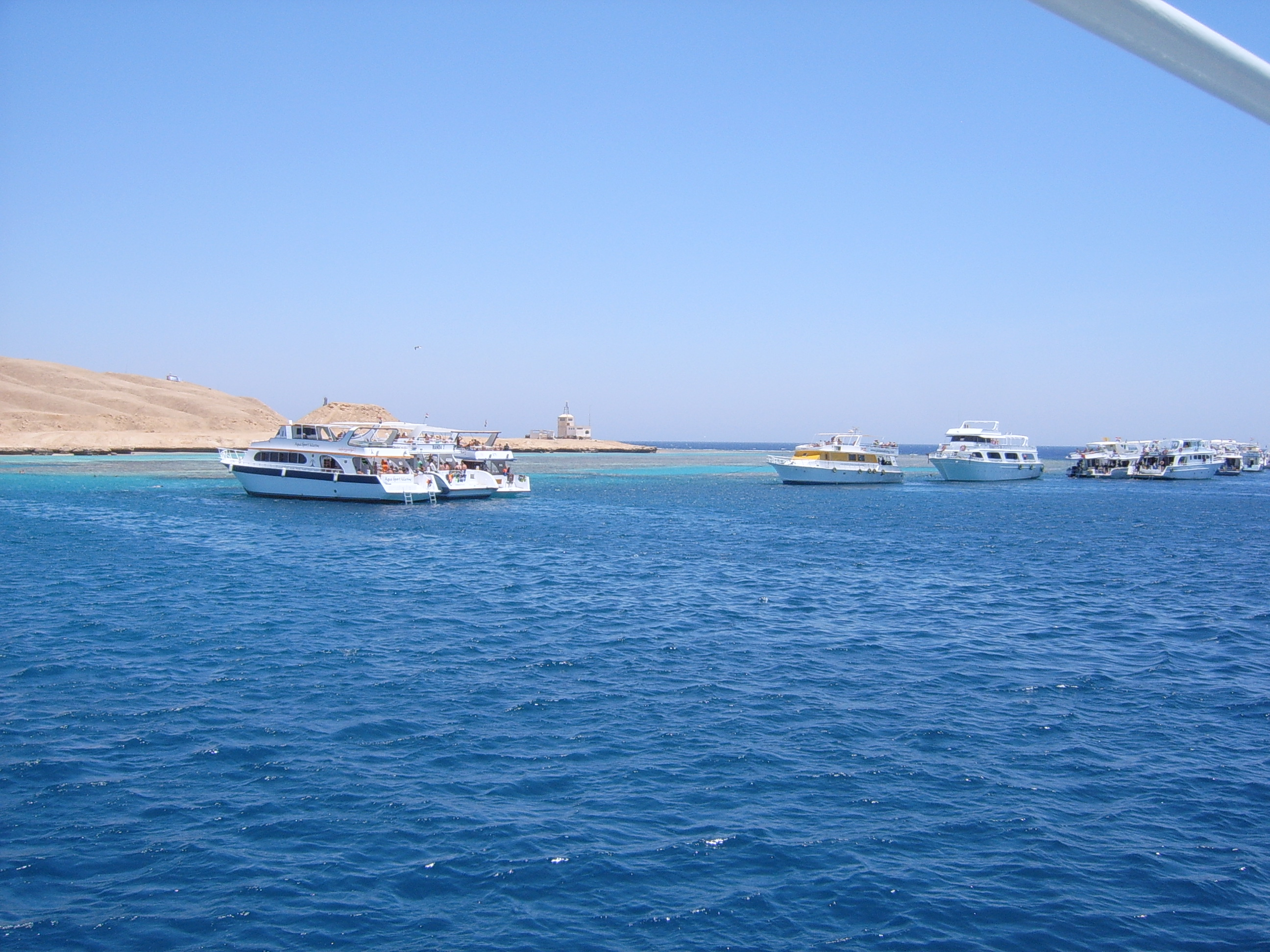
Site de plongée Police Station sur Giftoun Soraya
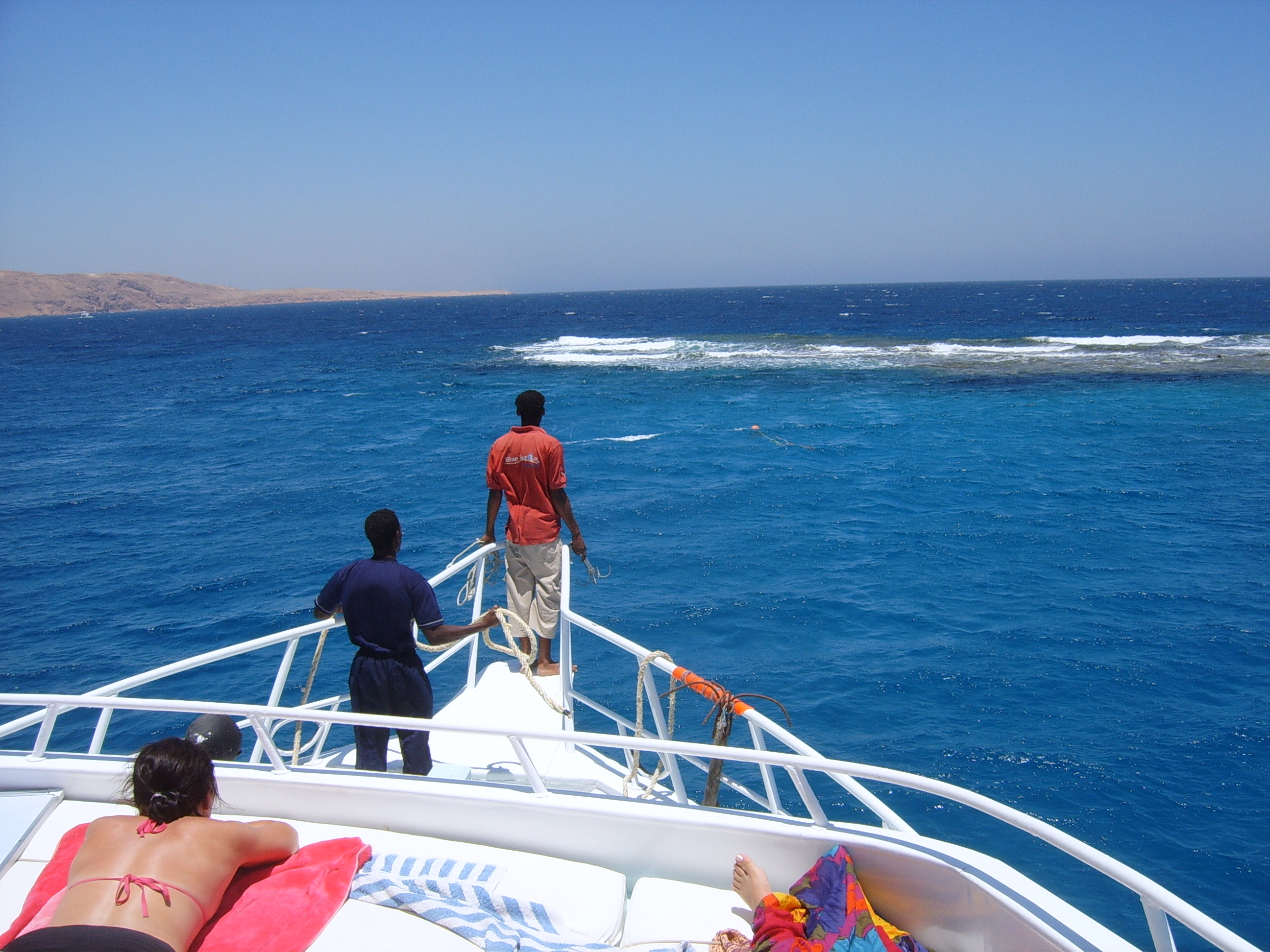
Site de plongée Banana Reef et Giftoun Kebir en arrière-plan